# Evangelische Kirche (Wildsachsen)

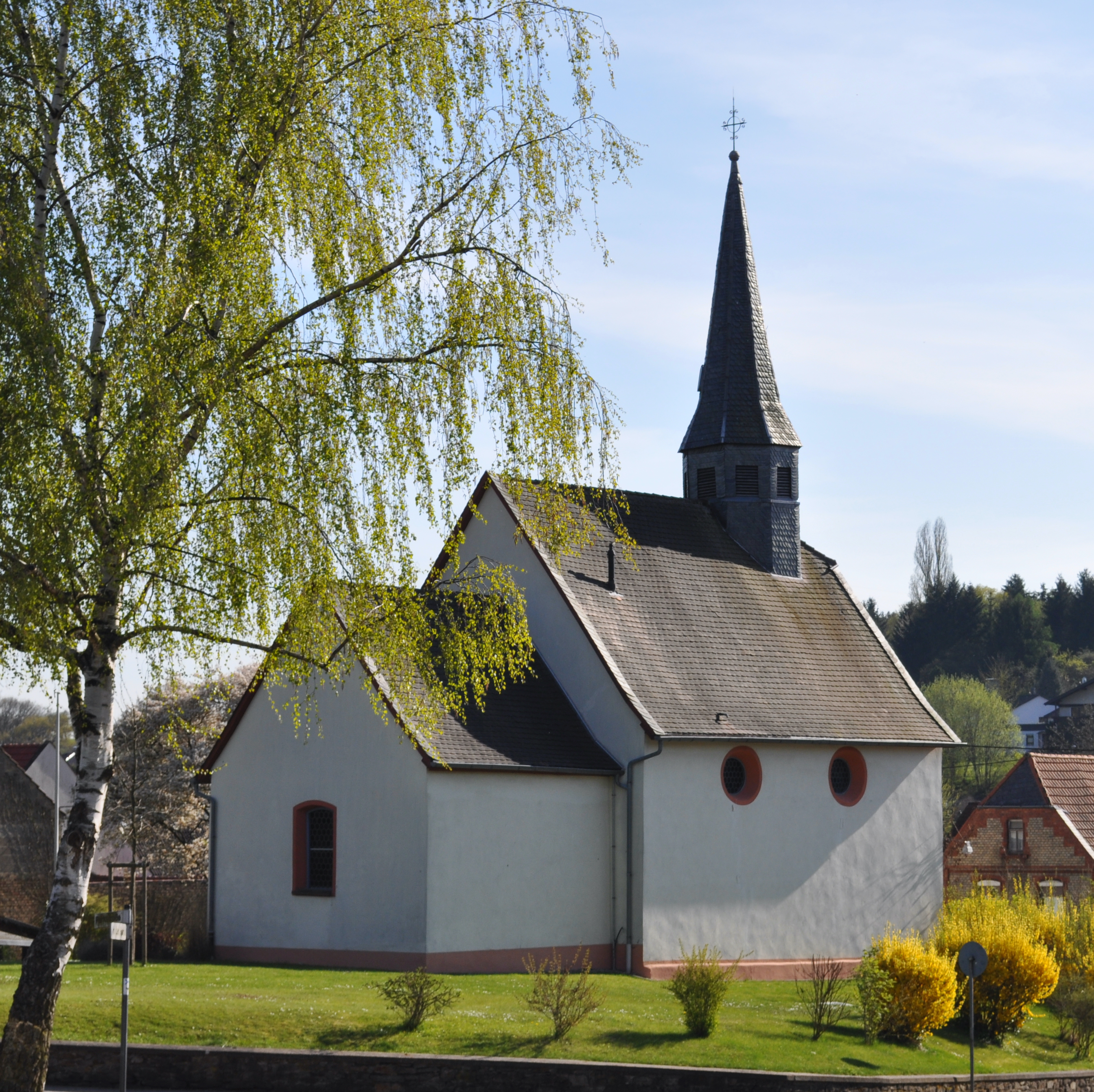
Evangelische Kirche (Wildsachsen)

Die Evangelische Kirche Wildsachsen ist ein denkmalgeschütztes Kirchengebäude, das in Wildsachsen steht, einem Stadtteil von Hofheim am Taunus im Main-Taunus-Kreis in Hessen. Die Kirchengemeinde gehört zum Dekanat Kronberg in der Propstei Rhein-Main der Evangelischen Kirche in Hessen und Nassau.

## Beschreibung
Die Saalkirche wurde 1748 unter Verwendung von Bauteilen der 1145 gebauten romanischen Kapelle errichtet. Im Osten hat sie einen eingezogenen quadratischen Chor. Das Satteldach des Kirchenschiffs hat im Westen einen Krüppelwalm. Neben ihm erhebt sich ein achteckiger, mit einem spitzen Helm bedeckter Dachreiter, der hinter den Klangarkaden den Glockenstuhl beherbergt, in dem zwei Kirchenglocken hängen. 
Der Innenraum des Kirchenschiffs, der an zwei Seiten Emporen hat, öffnet sich zum Chor durch einen Triumphbogen. Die Orgel mit vier Registern, einem Manual und Pedal baute Georg Friedrich Weißhaupt 1713 für die Kirche Nordenstadt. Sie kam 1886 nach Wildsachsen.